# Santo Antônio de Lisboa (Florianópolis)
Santo Antônio de Lisboa é um distrito, bairro e praia da cidade de Florianópolis, capital do estado brasileiro de Santa Catarina. Antigo núcleo de imigração de açorianos, é considerado um bairro histórico e turístico. Foi criado pela provisão régia de 26 de outubro de 1751, sob a invocação de Nossa Senhora das Necessidades.
A sede do distrito tem o mesmo nome, Santo Antônio de Lisboa. As outras localidades do distrito são:
1. Barra do Sambaqui
2. Cacupé
3. Sambaqui
4. Recanto dos Açores

O bairro possui grande concentração de restaurantes de comida típica (sobretudo frutos do mar), que atraem moradores de outros bairros de Florianópolis para almoços em família nos fins-de-semana. Turistas são atraídos ao bairro pela preservação da arquitetura típica açoriana, notória na igreja local e em casas tombadas pelo patrimônio público.

## Imagens

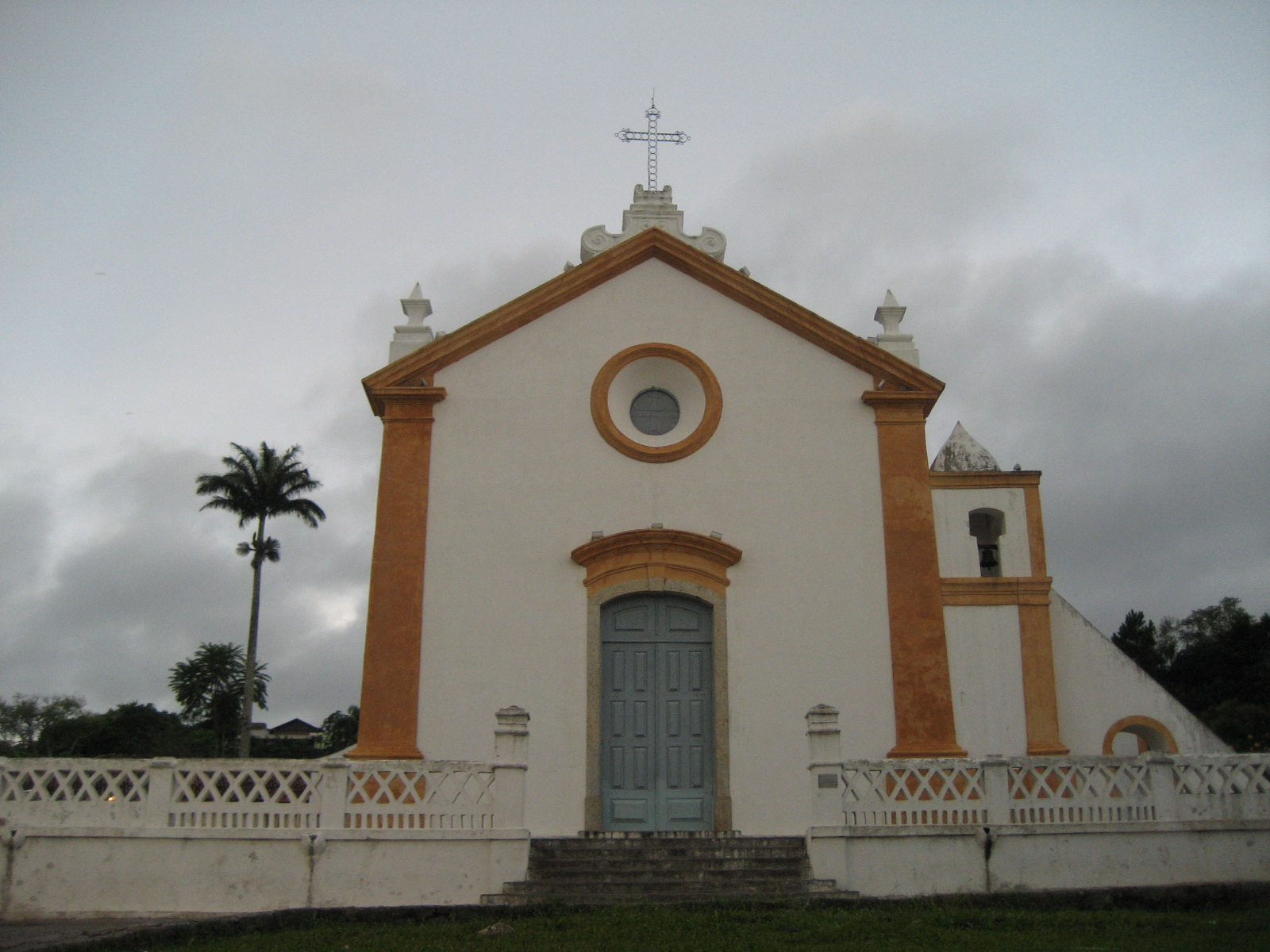
A Igreja de Santo Antônio de Lisboa
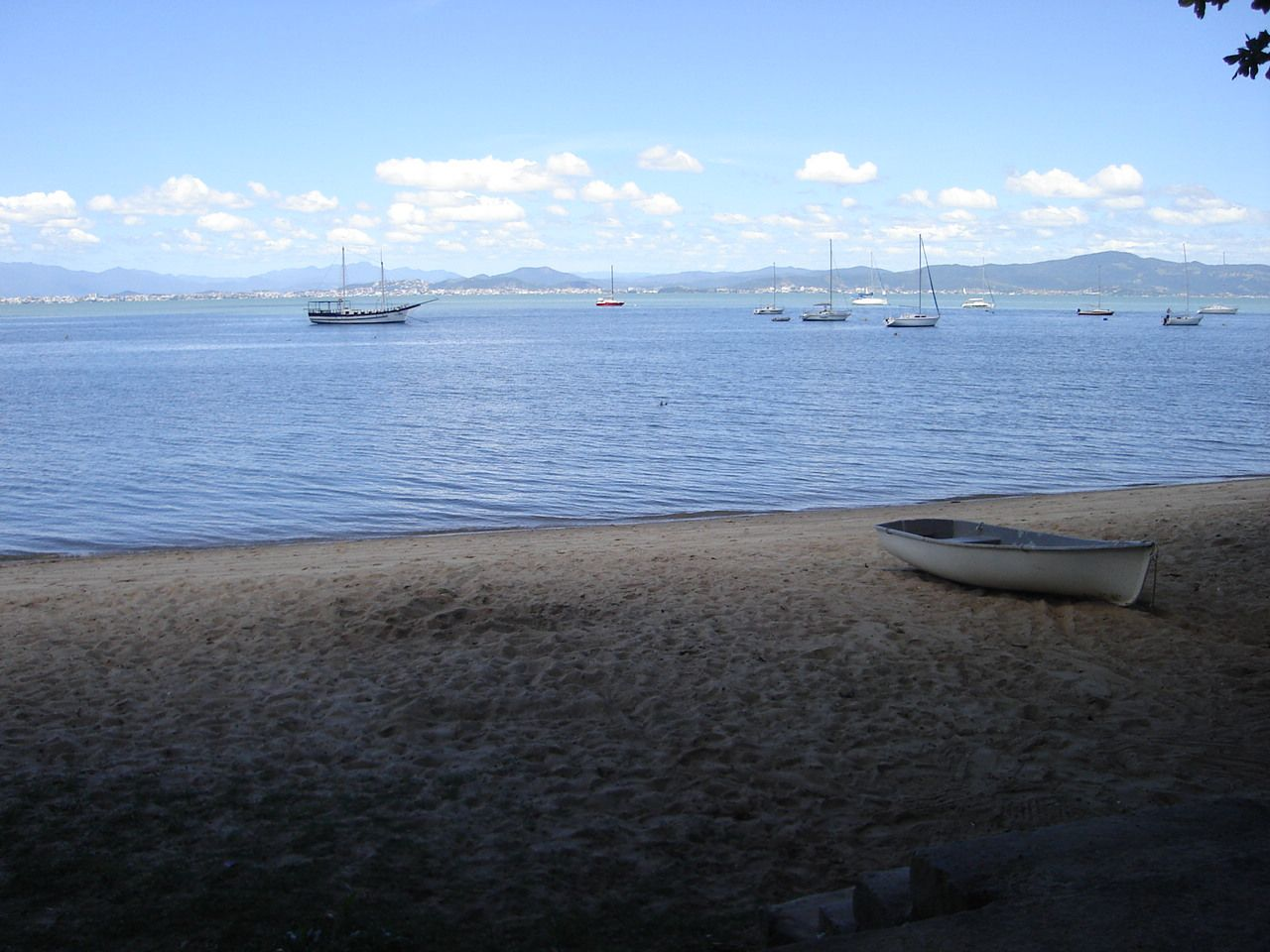
A praia de Santo Antônio de Lisboa
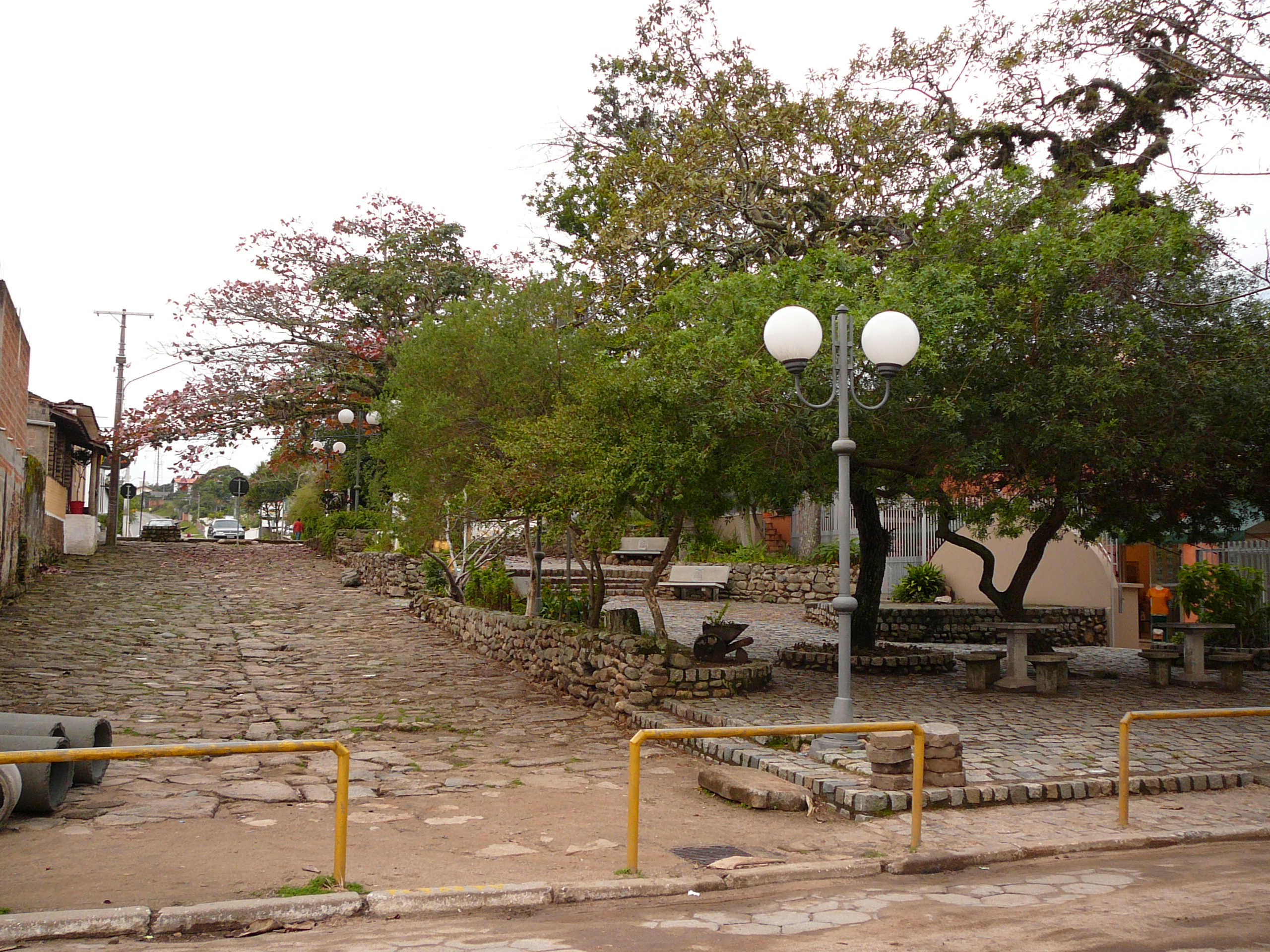
Praça Roldão da R. Pires
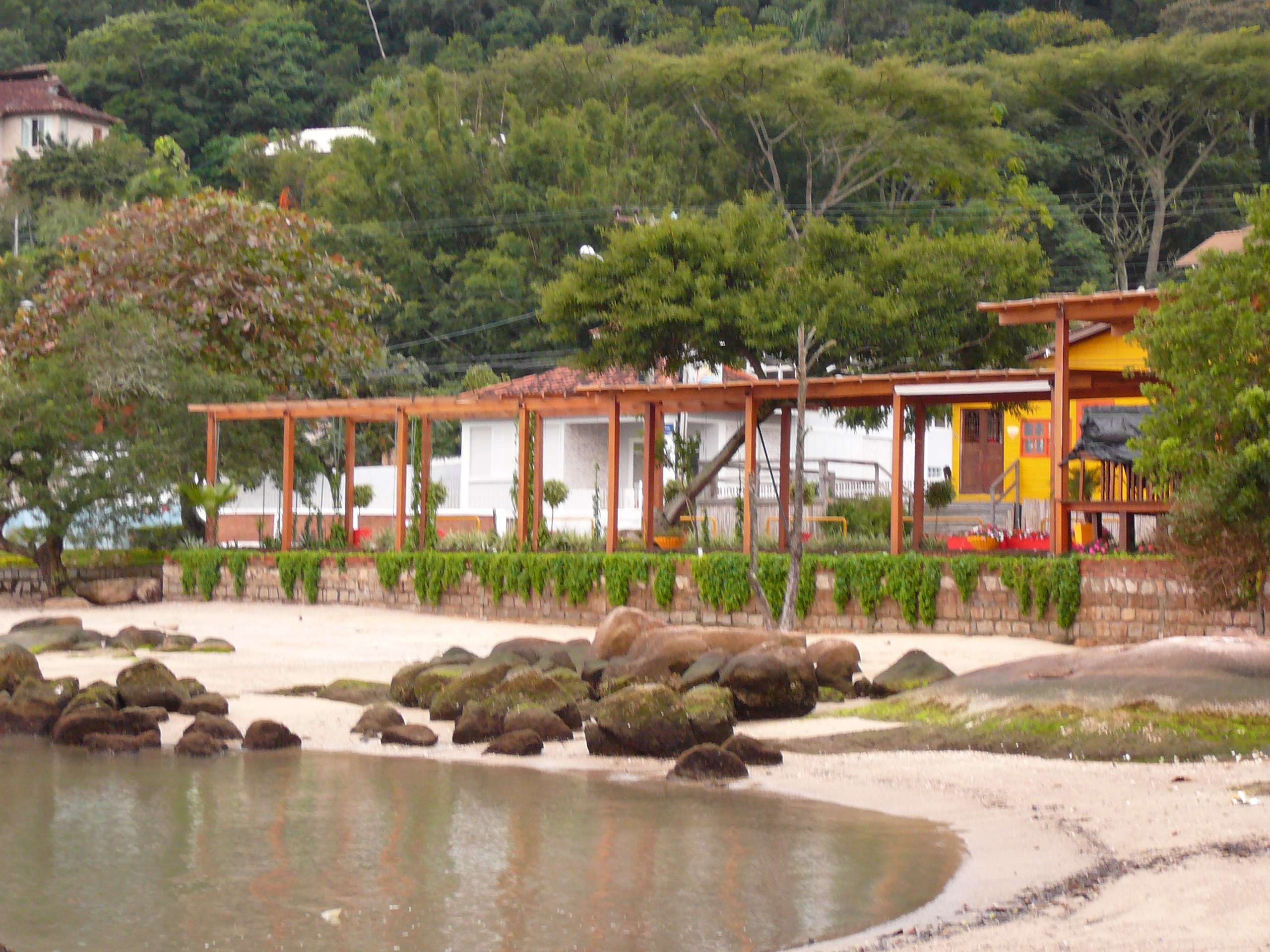
Vista da praia